# Strój chełmiński

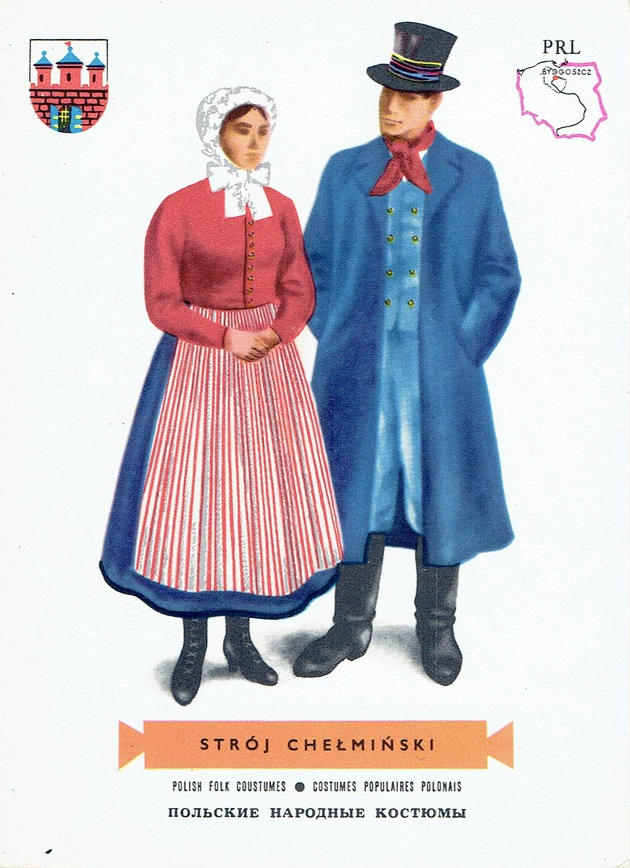
Pocztówka z wizerunkiem stroju chełmińskiego, wydana z okazji obchodów Tysiąclecia Państwa Polskiego.

Strój chełmiński – strój ludowy noszony na terenie ziemi chełmińskiej. Jego tradycyjna forma zanikła ostatecznie już w XIX wieku. Do czasów współczesnych nie przetrwały żadne części stroju ludowego ziemi chełmińskiej, aczkolwiek zachowały się ich opisy w monografii etnograficznej Lud Oskara Kolberga. Wiadomo, że strój miał wiele cech wspólnych ze strojami kujawskimi i wielkopolskimi. 
Współcześnie funkcjonuje zrekonstruowana, sceniczna wersja stroju chełmińskiego, powstała na podstawie badań etnologa dr. Aleksandra Błachowskiego. Jego pierwowzór oraz dokumentacja znajduje się w posiadaniu Zespołu Pieśni i Tańca "Pomorze".

## Wygląd

### Strój kobiecy

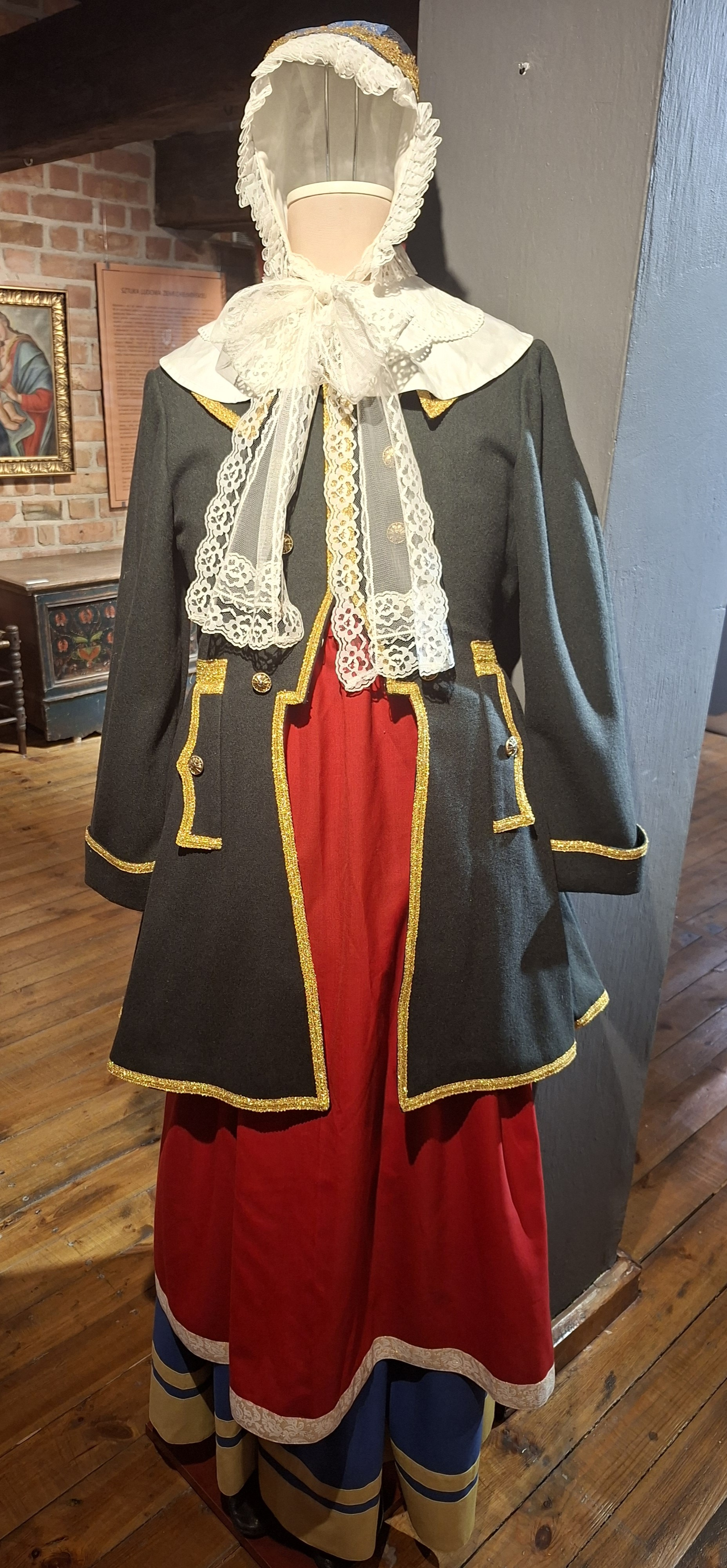
Strój kobiecy

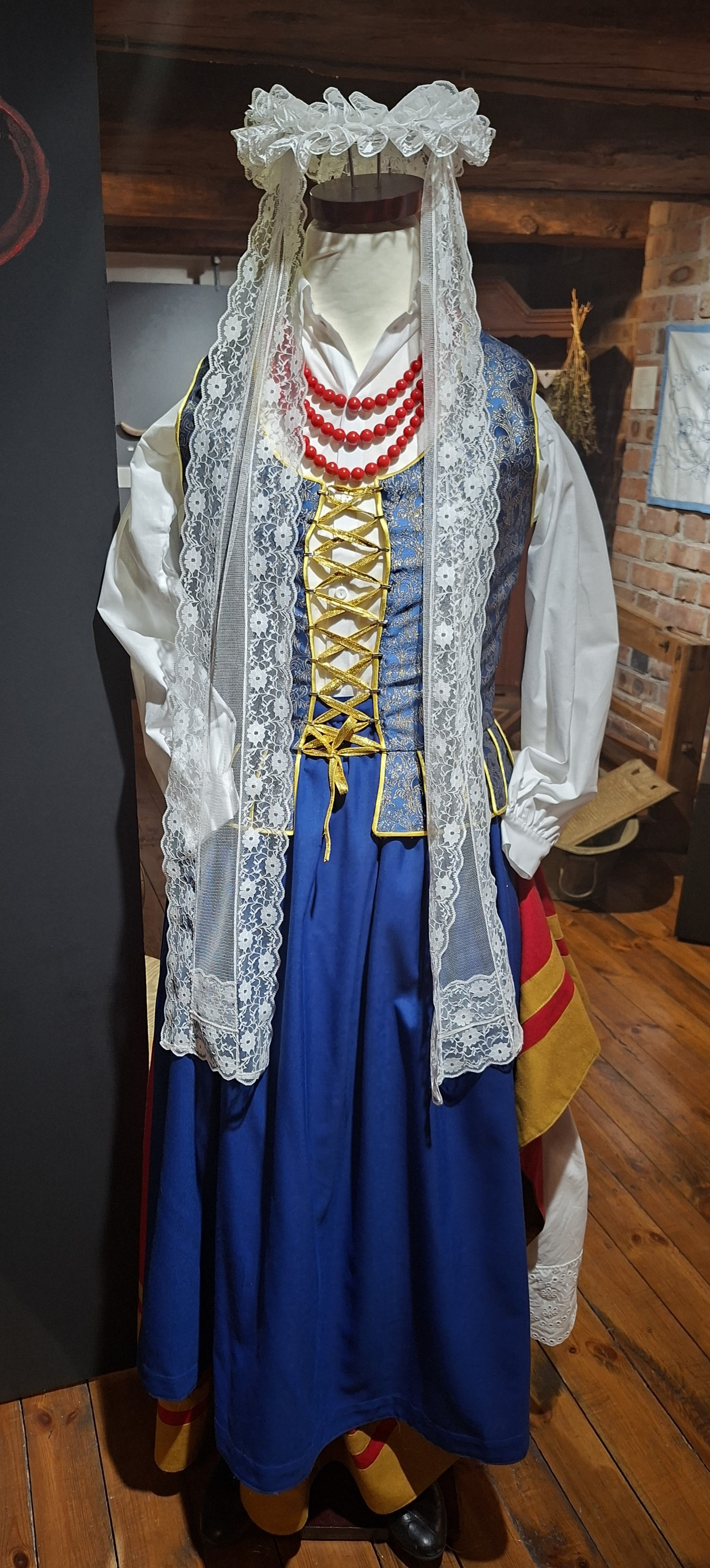
Strój panieński

Na kobiecy strój składał się czepiec z niebieskiego aksamitu lub brokatowej tkaniny, haftowany złotą nitką i wykończony forbotką (metalową koronką o motywach wachlarzyków i rozet) oraz wystającą, gufrowaną białą koronką. Ważnym elementem stroju była też płócienna, biała koszula z lekko bufiastymi rękawami oraz kabat z cienkiego sukna, krepy lub tkaniny sukienkowej w kolorze ultramaryny lub ciemnoniebieskim, zapinanym na haftki. Starsze kobiety nosiły kabaty brązowe lub czarne. Do ozdoby były stosowane złote guziki. Wokół szyi występowała koronka z motywem roślinnym (kryza). Nad nią były zapinane 2 lub 3 sznurki czerwonych korali przylegających do szyi. Kołnierzyk stosowany był tylko do kabata i to wymiennie z kryzą. Spódnica występowała w kolorach bordo, wiśniowym, niebieskim, granatowym, zielonym, pomarańczowym lub jasnobrązowym z żorżety, gładkiego kaszmiru lub sukienkowej wełny z elaną. U dołu spódnicy aplikowana była taśma w jednym z podanych wcześniej kolorów, jednak wyraźnie kontrastująca z tłem spódnicy. Kolejnym elementem stroju była zapaska z gładkiej tkaniny jaśniejszej od spódnicy z laminowanym dołem oraz brzegami za pomocą wzorzystej taśmy. Halka składała się z białego płótna i sięgała 10 lub 15 cm nad brzeg spódnicy. Haftowana od dołu była zakończona ząbkami. Kobiety nosiły także rajstopy lub getry w mocnych kolorach zharmonizowanych z barwą spódnicy. Obuwie były płytkie, na niskim obcasie w naturalnym kolorze skóry z paskiem, na którym umocowany był pomponik.
U panien czepek był mocowany przy warkoczu i posiadał ząbkowaną koronkę, ułożoną w rodzaju tiulowej kolory. Wiązanie wykonane było z bandu koronkowej haftowanej we wzory roślinne. Alternatywnie stosowano również wianki kwietne z przywiązanymi z tyłu wstążkami. Panny nosiły również kryzy takie jak u kobiet. Koszula składała się z białego lnianego płótna o rękawach z obfitym mankietem. Kołnierzyk zapięty pod szyją był mały i miał kształt trójkąta. Gorset posiadał od 8 do 10 tacek, był z sukna lub grubszej elano-wełny w barwach jasnego granatu, niebieskich, czerwieni koralowej lub zielonych i zapinany był na haftki. Jego płócienna podszewka występowała w kolorach szarości, beżu lub czerwieni. Na gorsecie wykonywano lamówkę w złocistych kolorach oraz szamerunek w identycznym odcieniu. Spódnica, zapaska, pończochy, halka oraz obuwie były identyczne do kobiecych z tą różnicą, że mógł w tym przypadku występować biały kolor np. koronka w zapasce, białe pończochy. Dodatek w postaci korali o kolorze naturalnym lub bursztyn wypełniały całokształt.
Strój dziewczynek składał się z koszuli tzw. giezła z gęstego płótna o prostym kroju. Sięgała do połowy łydek i pełniła funkcję halki. Kaftanek z wełny w kolorze ceglastym, koralowym, ultramaryny oraz zieleni zapinany był na haftki, a białe guziki pełniły funkcje dekoracyjne. Spódnica sięgała do pięt. Wykonana była z białego perkaliku w czerwone kwiatki lub czerwonego czy niebieskiego perkaliku w białe kwiaty, noszona na gumce. Baletki były skórzane w kolorze cielistym.

### Strój męski

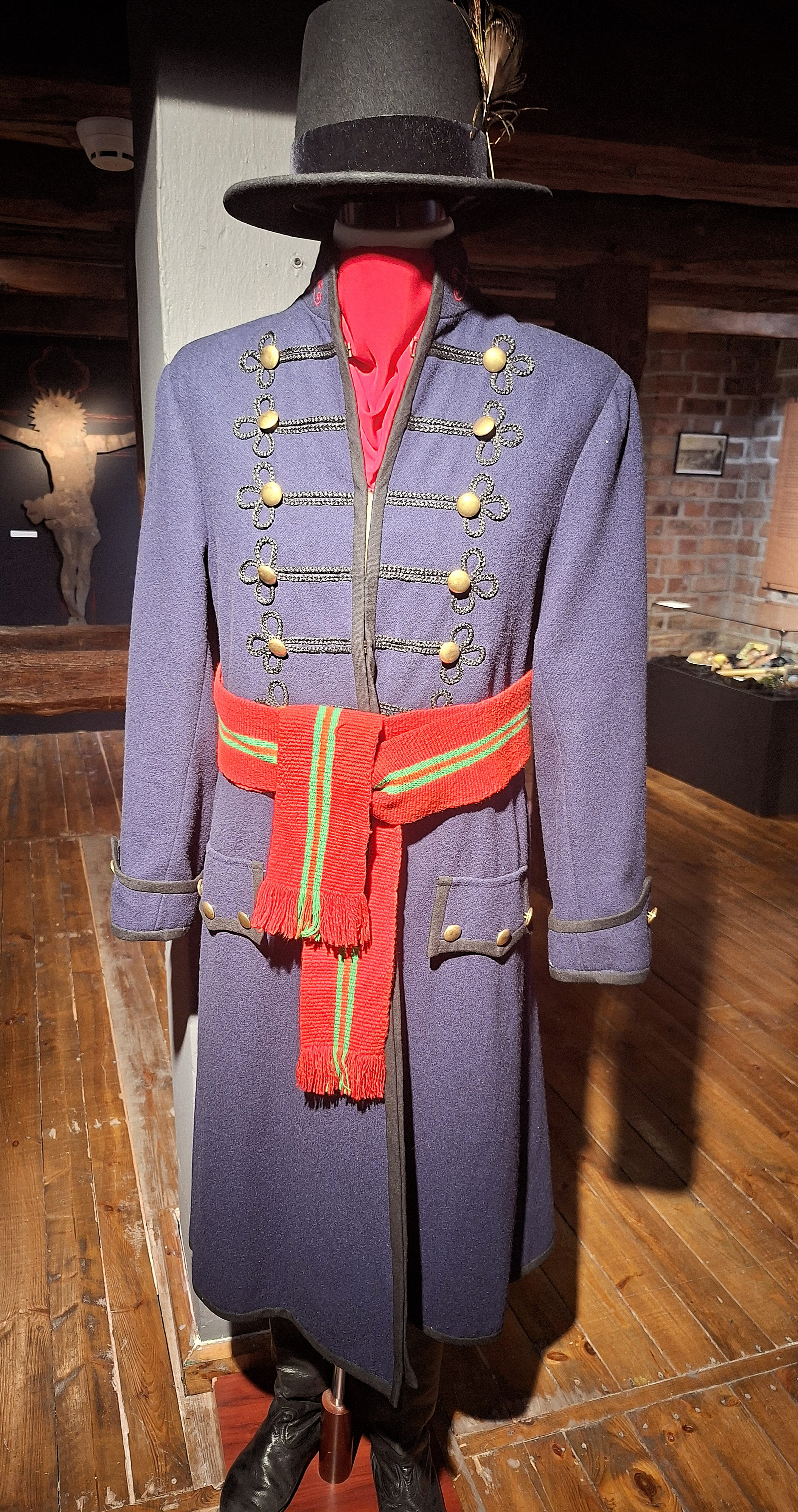
Strój męski

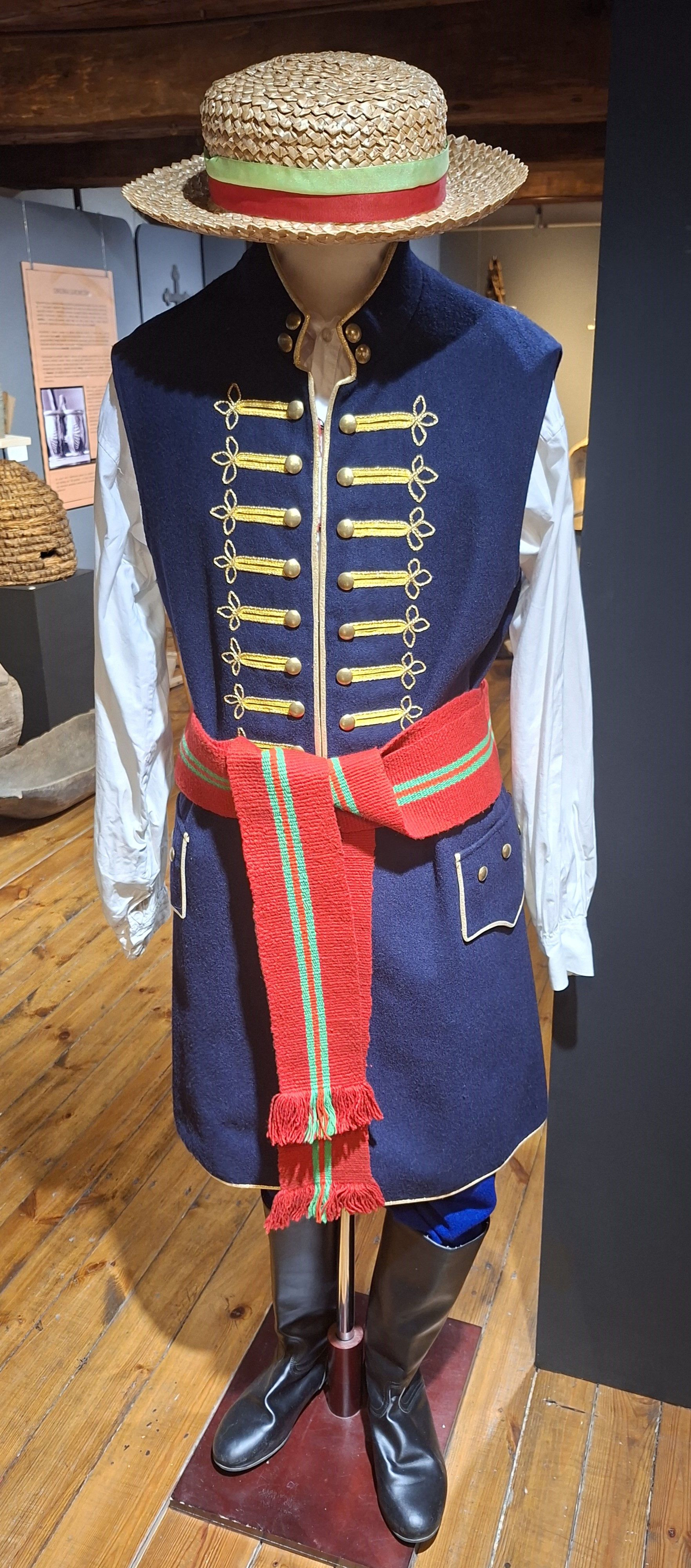
Strój młodzieńca

Składał się z kapelusza typu ryjek lub burak, wykonanego z czarnego, niezbyt twardego filcu. Kapelusz miał wysokość ok. 30-40 cm i zwężał się ku górze, zaś jego rondo było sztywne i miało szerokość 5 lub 6 cm. Nad nim znajdowała się jedwabna opaska o kolorze czarnym, zielonym lub niebieskim z mosiężną klamrą. Za taśmą zaczepiane były jedno lub dwa pawie pióra. Żupan był robiony z granatowego sukna lub elano-wełny z flanelową czerwoną lub niebieską podszewką, w którego tyle ujmowanych było 5 lub 6 fałd materiału. Kołnierz (stójka) miał wysokość 4 do 5 cm i posiadał podszewkę z czerwonego jedwabiu. Szamerunek składał się z czarnego lub szarego sznurka i był dopasowany kolorystycznie z guzikami, spinając splot pętlic. Żupan traktowany był jako letni ubiór starszych mężczyzn. W chłodne dni noszono go pod sukmaną. Koszula była płócienna, lniana. Spodnie składały się z niebieskiego sukna. W okresie letnim były płócienne szare, modre lub brązowe. Posiadały klapę, tzw. fartuszek zapinany u pasa w dwóch miejscach za pomocą pętelki i drewnianego kołeczka – obertelka. Obuwie były z cholewami, ze skóry juchtowej w kolorze naturalnym. Dodatkiem do stroju była jedwabna, wełniana, włóczkowa, dziana lub tkana chusta o intensywnej czerwonej barwie z frędzlami, zasłaniająca szyję zwartym splotem.
U młodzieńców nakrycie głowy występowało w dwóch wariantach: rogatywka z czerwonego lub granatowego sukna z otoczką z szarego baranka z pawim piórem lub kapelusz słomiany, przewiązany dwoma wstążkami czerwono-zielonymi lub amarantowo-niebieskimi. Kaftan był z sukna granatowego i ozdobiony małym kołnierzem z trójkątnymi klapami. Lamowano go beżową taśmą, a podszewka wykonana była z lnianej surówki lub czerwonego barchanu. Potrzeby zapinane haftkami z białymi guzikami pełniły funkcję ozdobną. Spodnie, obuwie i koszula były identyczne jak u mężczyzn. Czerwona jedwabna chusta na szyję oraz wełniany czerwony pas wypełniały cały obraz ubioru.
U chłopców koszula była podobna jak u dziewczynek z tą różnicą, że była krótsza i sięgała do bioder. Wypuszczona była na spodenki, przewiązana sznurkiem lub kolorową tasiemką. Pod brodą na kołnierzyku były przywiązywane kokardki z czerwonej tasiemki. U 10 letnich chłopców można było zobaczyć również granatowy, ciemnoniebieski, ciemnozielony, bordowy lub brązowy lejbiczek z elano-wełny. Guziki były białe lub niklowe. Porteczki na gumce składały się z białego płótna w niebieskie, granatowe lub brązowe paski i były długości powyżej pięt.

## Rekonstrukcja stroju

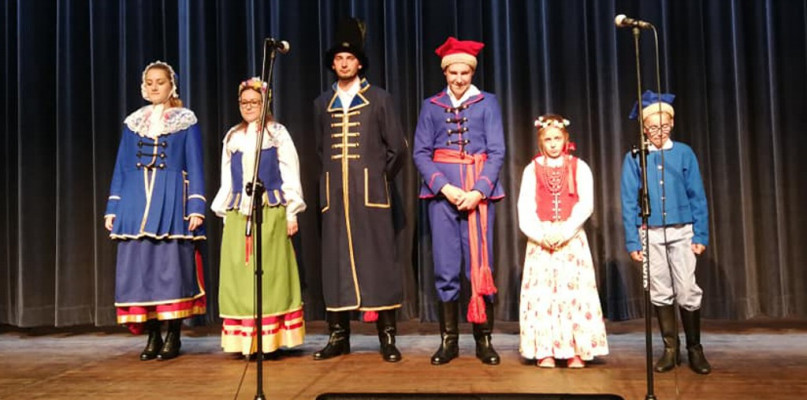
Prezentacja zrekonstruowanego stroju chełmińskiego podczas XIX Chełmińskiego Jarmarku Jaszczurczego. Od lewej strony kolejno: strój kobiecy, panieński, męski, strój młodzieńca i stroje dziecięce.

W lipcu 2018 r. podczas XIX Chełmińskiego Jarmarku Jaszczurczego zaprezentowano historyczny strój chełmiński, który został odtworzony przez doktora Aleksandra Błachowskiego z inicjatywy Anny Fijałkowskiej-Wyrosławskiej. Do uszycia stroju i jego promocji przyczyniło się Zgromadzenie Sióstr Miłosierdzia św. Wincentego a Paulo, zaś jego wykonanie zostało dofinansowanie przez Urząd Miasta Chełmna.